# Billington, Lancashire
Billington är en ort i Storbritannien.   Den ligger i grevskapet Lancashire och riksdelen England, i den centrala delen av landet, 300 km nordväst om huvudstaden London. Billington ligger 62 meter över havet och antalet invånare är 1 458.
Terrängen runt Billington är platt åt sydväst, men åt nordost är den kuperad. Billington ligger nere i en dal.Runt Billington är det tätbefolkat, med 947 invånare per kvadratkilometer. Närmaste större samhälle är Preston, 19,3 km väster om Billington. Runt Billington är det i huvudsak tätbebyggt.